# Ammopalmula
Ammopalmula es un género de foraminífero bentónico de la subfamilia Flabellammininae, de la familia Lituolidae, de la superfamilia Lituoloidea, del suborden Lituolina y del orden Lituolida. Su especie tipo es Haplophragmium infrajurense. Su rango cronoestratigráfico abarca el Jurásico.

## Discusión
Clasificaciones previas incluían Ammopalmula en el suborden Textulariina del orden Textulariida, o en el orden Lituolida sin diferenciar el suborden Lituolina.

## Clasificación
Ammopalmula incluye a la siguiente especie:
- Ammopalmula infrajurense †

Otra especie considerada en Ammopalmula es:
- Ammopalmula extentus †, de posición genérica incierta